# Rozka Usenik
Rozka Usenik - Valči, slovenska aktivistka OF, * 1925, Podkrajni vrh, † 1944, Stanežiče.
Usenikova je z OF sodelovala od leta 1941 kot aktivistka mladinske OF. Leta 1944 je padla v boju v Stanežičah pri Ljubljani. Po njej so leta 1968 poimenovali ulico v Ljubljani.